# Санд-Пойнт (аэропорт)
Аэропорт Санд-Пойнт (англ. Sand Point Airport), (ИАТА: SDP, ИКАО: PASD, FAA LID: SDP) — государственный гражданский аэропорт, расположенный в 4 километрах к юго-западу от центрального делового района города Санд-Пойнт (Аляска), США.

## Операционная деятельность
Аэропорт Санд-Пойнт находится на высоте 6 метров над уровнем моря и эксплуатирует одну взлётно-посадочную полосу:
- 13/31 размерами 1589 x 46 метров с асфальтовым покрытием.

За период с 16 декабря 2003 года по 16 декабря 2004 года Аэропорт Санд-Пойнт обработал 2 012 операций взлётов и посадок самолётов (в среднем 167 операций ежемесячно), из них 60 % составили рейсы авиации общего назначения, 33 % — аэротакси и 8 % заняли регулярные коммерческие перевозки.